# セレナード (ブルッフ)

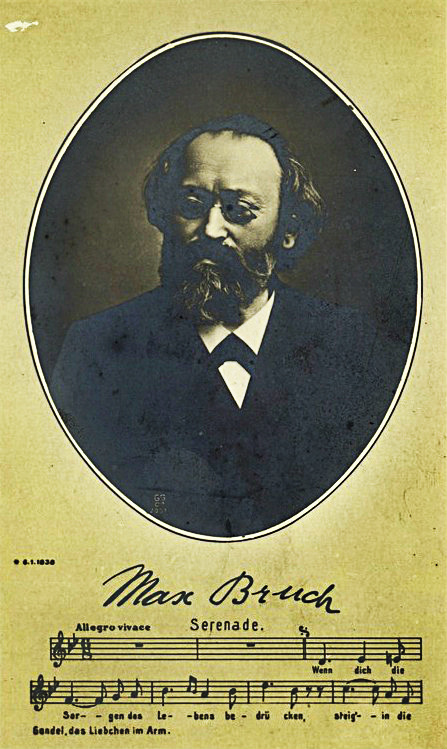
マックス・ブルッフ、下にはサインと彼によるセレナードの旋律がかかれている。

『セレナード』（Serenade）イ短調 作品75は、マックス・ブルッフが1899年に作曲したヴァイオリンと管弦楽のための協奏的作品。

## 概要
当初ヴァイオリン協奏曲第4番として書かれたものだが、後に題名を《セレナード》に変更する旨をヨーゼフ・ヨアヒム宛ての手紙で告白している。題名に関するブルッフのこのような逡巡はヴァイオリン協奏曲第1番やスコットランド幻想曲でも見られたものである。
パブロ・デ・サラサーテによる演奏を念頭において書かれたが、結局サラサーテが取り上げなかったために初演は1901年5月15日にパリで、ジョセフ・デブルー(Joseph Débroux)の独奏、カミーユ・シュヴィヤール指揮のラムルー管弦楽団によって行われた。

## 楽器編成
独奏ヴァイオリン、フルート2、オーボエ2、クラリネット2、ファゴット2、ホルン4、トランペット2、ティンパニ、弦五部

## 楽曲構成
全4楽章からなり、演奏時間は約40分。
- 第1楽章 Andante con moto　
イ短調、4/4拍子。自由なソナタ形式。ごく短い導入の後、独奏ヴァイオリンが北欧の民謡から取られた叙情的な第1主題を提示し、舞曲風の第2主題、ヘ長調の歌謡的な第3主題を絡ませながら曲が進む。
- 第2楽章 Allegro moderato、alla marcia 
ハ長調、4/4拍子。ロンド形式で書かれた、行進曲のリズムによるスケルツォ風の楽章。独奏の重音奏法などの技巧を交えながら、変化に富んだ楽想が提示される。
- 第3楽章 Notturno　
ホ長調、3/4拍子。カール・マリア・フォン・ウェーバーの《魔弾の射手》やヴィンチェンツォ・ベッリーニの《ノルマ》などの祈りの場面を思わせる敬虔な雰囲気の中でヴァイオリンが歌う。
- 第4楽章 Allegro energico e vivace 
イ短調～イ長調、3/8拍子。ロンド形式によるフィナーレ。作曲を依頼したサラサーテにちなみ、スペインの雰囲気が盛り込まれている。全体をセギディーリャのリズムが支配しており、ギターを思わせる弦楽器のピッツィカートも頻出する。最後に第1楽章の冒頭主題が再現され、静かに終わる。